# Alexander Pschill
Alexander Pschill (Bécs, 1970. június 13. –) osztrák színész. Legismertebb szerepe Marc Hoffmann nyomozó a Rex felügyelő című sorozatban.

## Filmográfia
| Év        | Magyar cím                         | Eredeti cím              | Szerep              | Megjegyzés                        |
| --------- | ---------------------------------- | ------------------------ | ------------------- | --------------------------------- |
| 1993      | 1945                               | 1945                     | Florian             | TV-film, rendező: Peter Patzak    |
| 1994      |                                    | Der Sohn des Babymachers |                     | TV-film, rendező: Susanne Zanke   |
| 1995      | Rex felügyelő epizódcím: Vérnyomok | Komissar Rex Blutspuren  | Seidl               | 1.                                |
| 2002-2004 | Rex felügyelő                      | Komissar Rex             | Marc Hoffmann       | Osztrák krimisorozat főszereplője |
| 2005      | Lucia                              | Lucia                    | Vincenzo            | Olasz filmdráma                   |
| 2009      |                                    | Die Lottosieger          | Dr. Rüdiger Rössler | Osztrák sorozat                   |